# Barmul Pass
Barmul Pass és un pas de muntanya a l'Índia, a l'antic estat de Daspalla, avui districte de Nagayarh a Orissa 20° 30′ N, 84° 50′ E / 20.500°N,84.833°E. El creua el riu Mahanadi.
Fou escenari d'una batalla durant la guerra anglo maratha del 1803; una força britànica dirigida pel major Forbes va forçar el pas en el que els marathes van oferir la seva darrera resistència fins que foren derrotats el 2 de novembre de 1803 i es van desbandar cap a les muntanyes.